# Closterium acerosum
Closterium acerosum  là một loài Song tinh tảo trong họ Desmidiaceae, thuộc chi Closterium.